# Helmut Sturm (Maler)
Helmut Sturm (* 21. Februar 1932 in Furth im Wald; † 20. Februar 2008 in Pullach bei München) war ein deutscher Maler.

## Leben
Helmut Sturm besuchte die Grundschule in Furth im Wald, die Oberrealschule in Cham und begann 1952 das Studium der Kunsterziehung an der Akademie der Bildenden Künste in München. Mit Heimrad Prem, Lothar Fischer und Hans Peter Zimmer gründete er 1957 die Künstlergruppe SPUR, der wenig später auch Dieter Kunzelmann beitrat. Nach einem halbjährigen Studienaufenthalt in Paris 1958 beteiligte sich Helmut Sturm 1960 an der Großen Deutschen Kunstausstellung im Haus der Kunst in München. Wegen gesellschaftskritischen Verhaltens erteilte der bayerische Kultusminister Theodor Maunz den Künstlern der Gruppe Spur ein Ausstellungsverbot für das Haus der Kunst. Kunzelmann, Prem und Sturm wurden der Gotteslästerung angeklagt. Unterstützung fand die Gruppe durch den Galeristen Otto van de Loo, der den Künstlern in der Herzogstraße in München einen Kellerraum zur Verfügung stellte. Während der Studentenbewegung 1968 wirkte Sturm mit an der Hochschulgruppe Sozialistischer Kunststudenten. Nach der Auflösung der Gruppe Spur gaben sich die Künstler 1966 den Gruppennamen Geflecht. Helmut Sturm gab Malkurse für Kinder und arbeitete zeitweise als Kunsterzieher. 1970 war er Mitbegründer des Kinderforums in den Räumen der Forumgalerie van de Loo in München. 1980 erhielt er eine Gastprofessur an der Hochschule der Künste in Berlin. 1985 folgte er Professor Frühtrunk auf den Lehrstuhl für Malerei an der Akademie der Bildenden Künste in München und behielt diesen bis 1998. Mehrere Werke von Sturm aus der Schenkung Otto van de Loo werden in der Kunsthalle Emden ausgestellt. Es folgten zahlreiche Ausstellungen.
Ein Verzeichnis der Ausstellungen befindet sich in Helmut Sturm: Spielfelder der Wirklichkeit S. 236–243
Sturm starb nach langer schwerer Krankheit einen Tag vor seinem 76. Geburtstag.

## Werke in öffentlichen Sammlungen
Deutschland
- Sammlung Alison & Peter W. Klein, Eberdingen-Nussdorf
- Kunsthalle in Emden, Emden
- Museum Villa Haiss, Zell am Harmersbach
- Museum für aktuelle Kunst – Sammlung Hurrle, Durbach

Dänemark
- KUNSTEN Museum of Modern Art Aalborg (ehemals Nordjyllands Kunstmuseum), Aalborg

Italien
- CAMeC - Centro de Arte Moderna e Contemporanea della Spezia, La Spezia

## Auszeichnungen
- 2007: Friedrich-Baur-Preis